# Cautula zia
Cautula zia är en ödleart som beskrevs av  Ingram och EHMANN 1981. Cautula zia ingår i släktet Cautula och familjen skinkar. Inga underarter finns listade i Catalogue of Life.